# Cicutaire maculée
Pour les articles homonymes, voir Ciguë.
Cicuta maculata
Espèce
La Cicutaire maculée ou Carotte à Moreau (Cicuta maculata) est une espèce de plantes à fleurs de la famille des Apiaceae (ou ombellifères). C'est une plante herbacée originaire d'Amérique du Nord. C'est une plante vénéneuse, dangereuse pour l'Homme et les animaux, notamment les bovins, en raison de leur teneur en cicutoxine ou (trans) heptadéca-8,10,12-triène-4,6-diène-1,4-diol, alcool hautement insaturé.

## Taxinomie
Le nom binomial Cicuta maculata (L.) Clairv., 1811 est un synonyme de Conium maculatum L., 1753.

## Listedesvariétés
Selon The Plant List (7 janvier 2018) :
- Cicuta maculata var. angustifolia Hook.
- Cicuta maculata var. bolanderi (S.Watson) G.A.Mulligan
- Cicuta maculata var. victorinii (Fernald) B.Boivin

La cicutaire de Victorin (Cicuta maculata var. victorinii (Fernald) B.Boivin, 1966) est une variété botanique de cette espèce.

## Description

### Appareil végétatif
Cicuta maculata est une plante herbacée vivace rhizomateuse produisant une tige dressée creuse d'une hauteur maximale comprise entre 1 et 1,5 mètre (3 pi 3 po et 4 pi 11 po). Les longues feuilles sont constituées de plusieurs folioles lancéolées, pointues et dentelées. Chaque feuillet vert brillant mesure de 2 à 10 centimètres (1 à 4 pouces) de long et la feuille entière peut mesurer jusqu'à 40 centimètres (16 pouces).

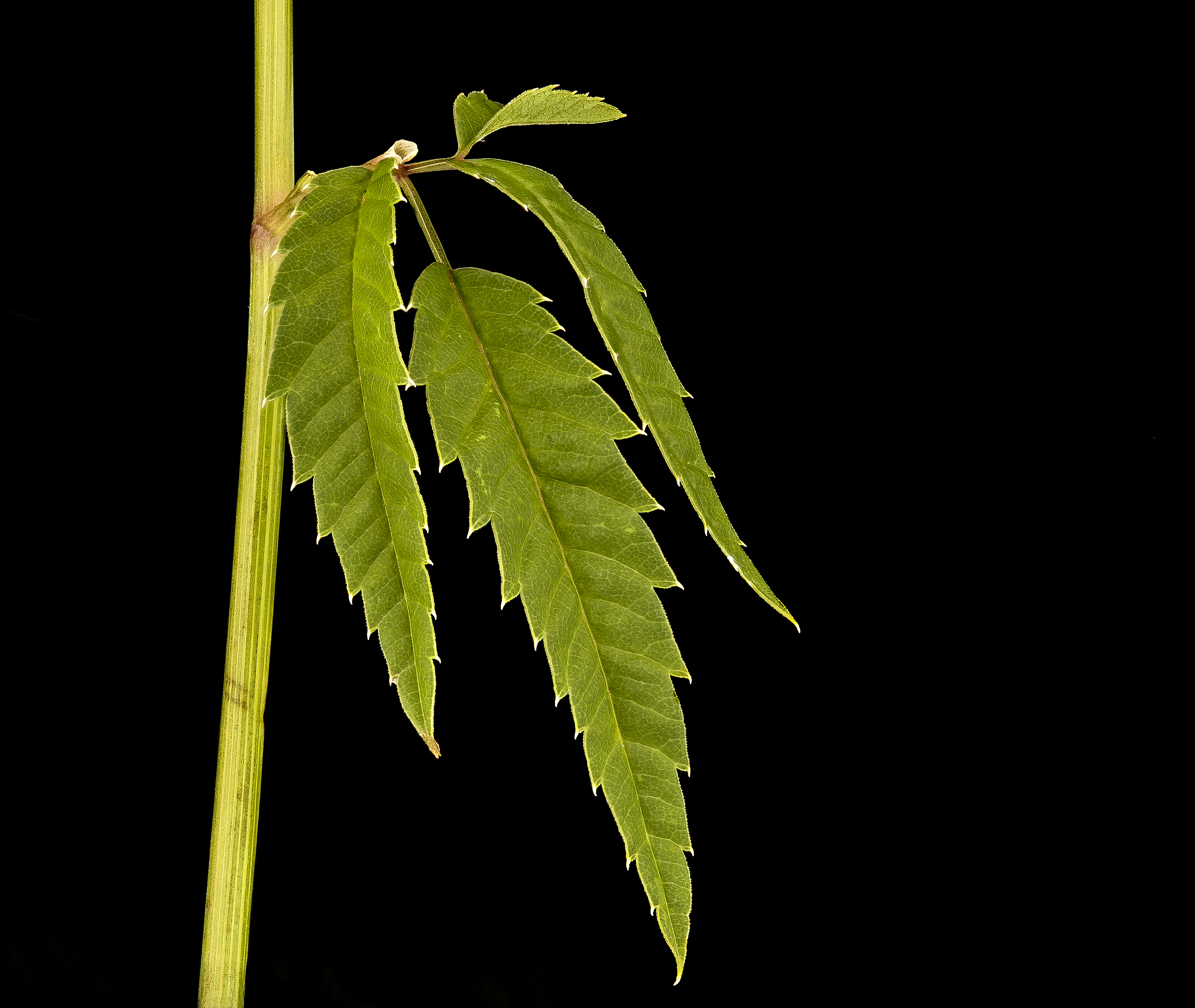
Tige feuillée.
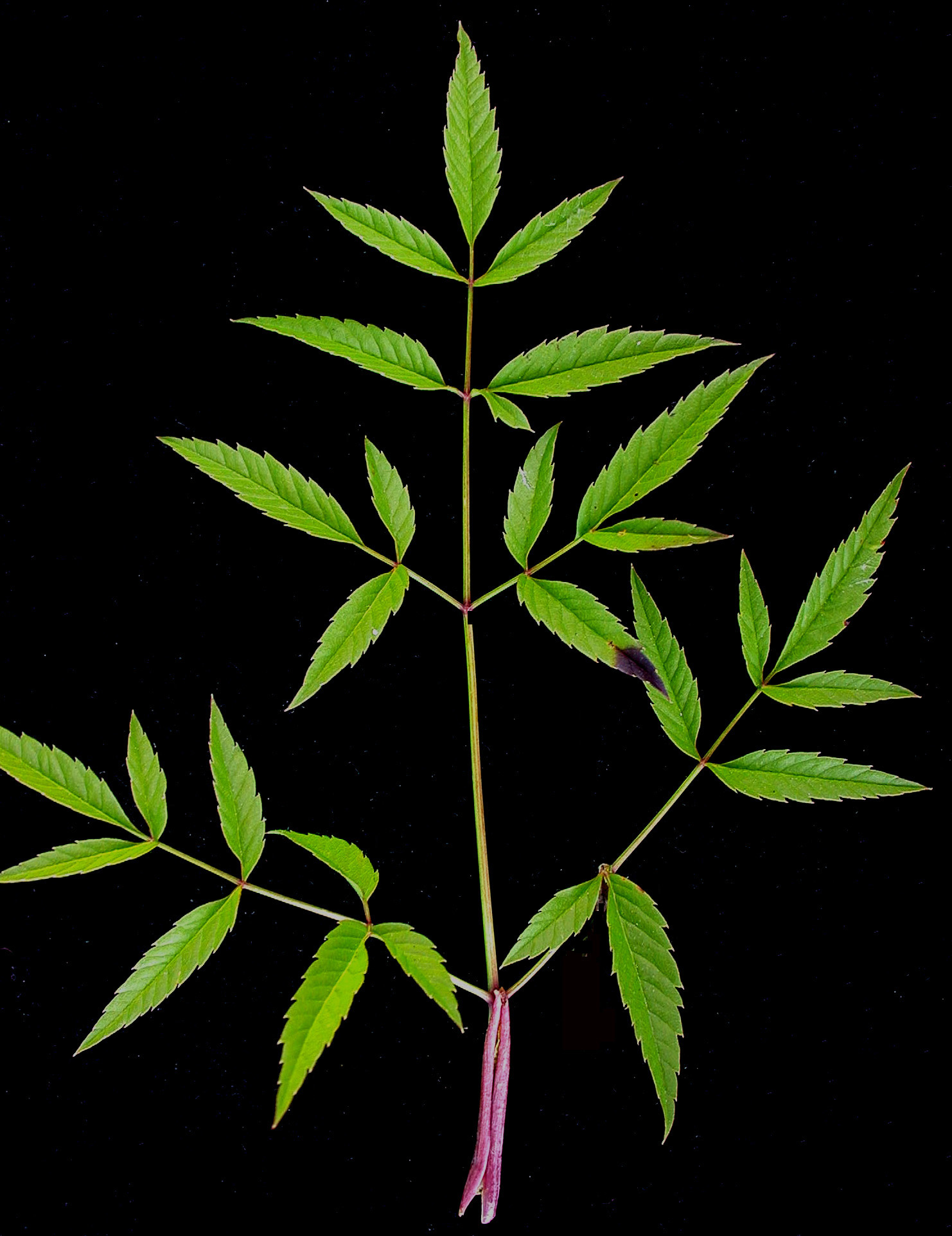
Feuille.

### Appareil reproducteur
L'inflorescence des fleurs blanches est similaire en apparence à d'autres espèces de la famille des carottes. C'est une ombelle composée avec de nombreuses grappes de fleurs. Le fruit sec brun-brun mesure quelques millimètres de long.

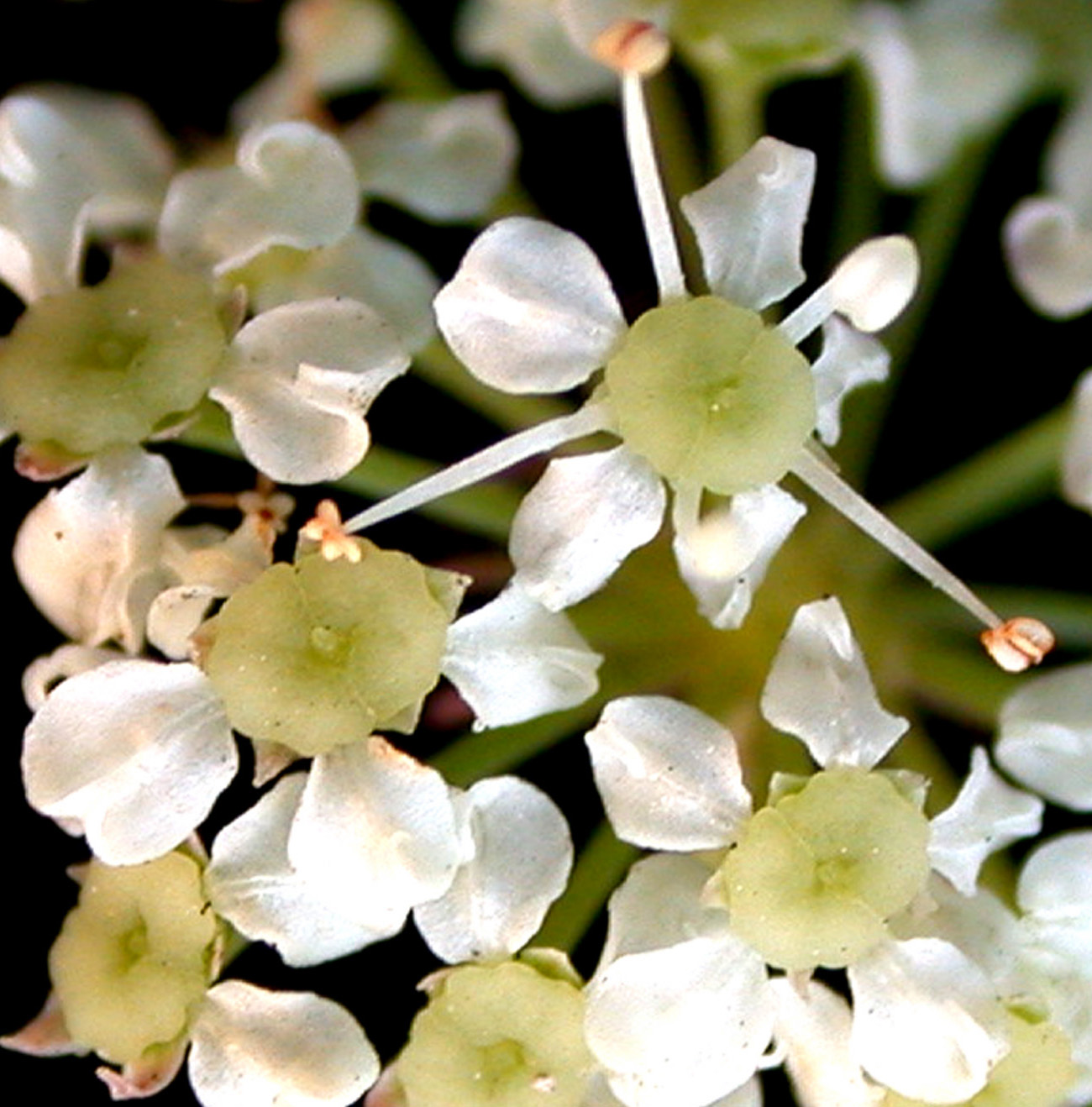
Fleurs.
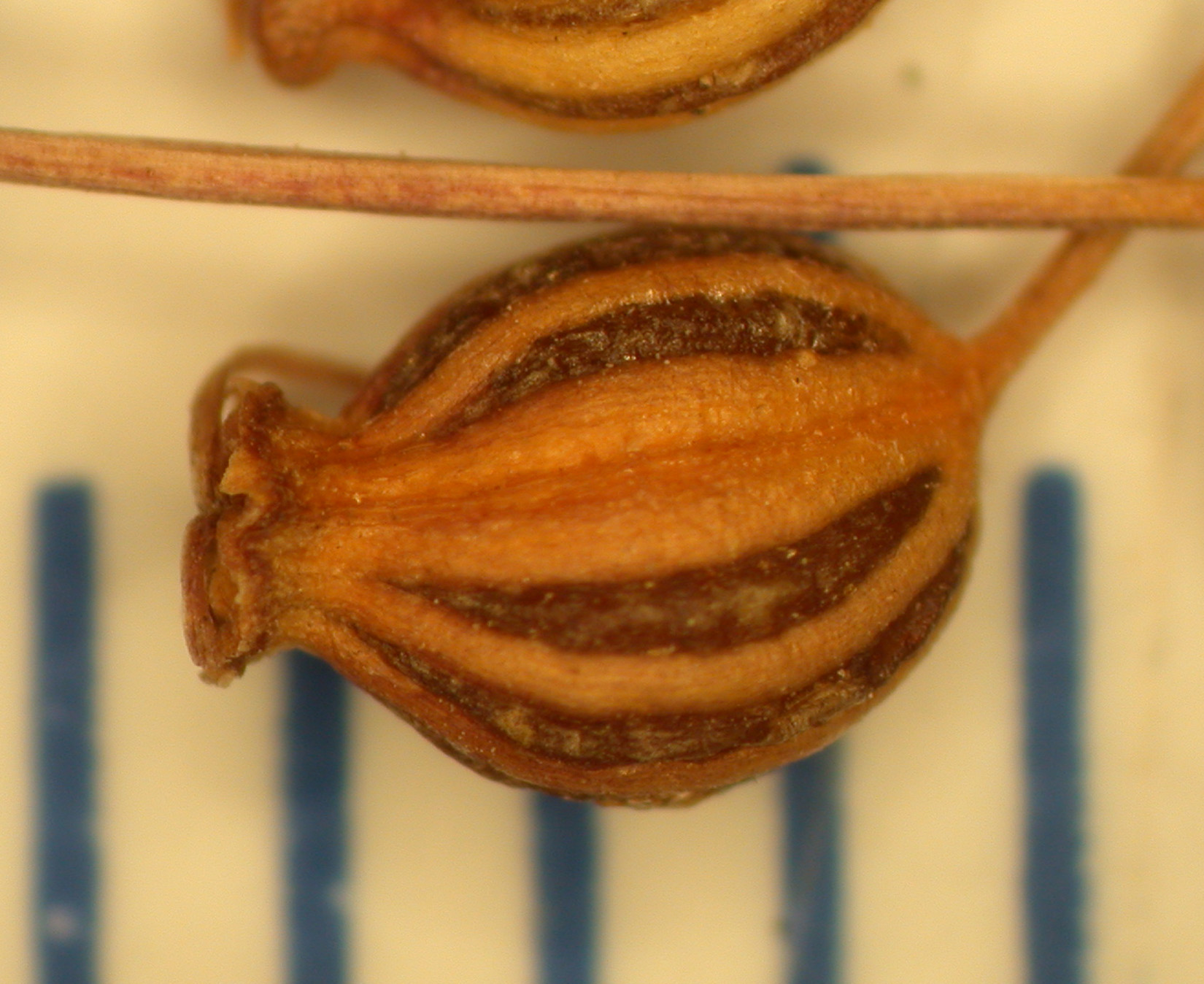
Graines.

### Confusion possible
Il est possible de confondre la Cicutaire maculée avec le Panais sauvage.

## Toxicité
Considérée comme la plante la plus toxique d'Amérique du Nord. L'apparition des symptômes est souvent si soudaine et si violente que les traitements n'ont pas toujours l'effet escompté. Dans tous les cas d'empoisonnement, les symptômes se ressemblent : salivation, spasmes musculaires, convulsions violentes, coma et mort par asphyxie. La mort peut survenir entre moins de 15 minutes et deux ou trois heures après l'administration d'une dose suffisante. L'ingestion de 2,5 g de racine suffit pour tuer un adulte.
Le poison principal est la cicutoxine, un alcool aliphatique insaturé qui est le plus concentré dans les racines. Lors de la consommation humaine, des nausées, vomissements et tremblements surviennent dans les 30 à 60 minutes, suivis de crampes sévères, de vomissements en jet et de convulsions. Les effets à long terme occasionnels incluent l'amnésie rétrograde.  L'ingestion de pruche aquatique en n'importe quelle quantité peut entraîner la mort ou des dommages permanents au système nerveux central.